# Paulus Pontius

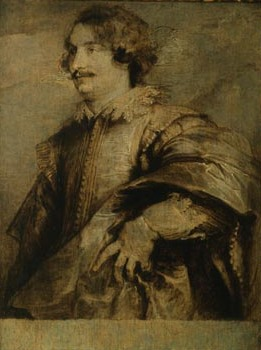
Paulus Pontius, en un retrato pintado a grisalla por Van Dyck.

Paulus Pontius, también conocido como Paul Pontius y Paul du Pont (Amberes, mayo de 1603 - Amberes, enero de 1658) fue un grabador flamenco que perteneció al círculo artístico de Rubens y Van Dyck.
Fue uno de los más importantes artífices de la técnica a buril dentro del barroco flamenco, junto con Lucas Vorsterman I y Schelte à Bolswert. Difundió el arte de los principales maestros de los Países Bajos.

## Biografía
En 1616, Pontius entró como aprendiz en el taller de Osias Beert, conocido pintor especializado en el género del bodegón. Posteriormente pasó al taller del célebre grabador Lucas Vorsterman I, que le enseñó el oficio, y a quien seguiría con un virtuosismo más refinado, especialmente patente en sus retratos. Vorsterman se había unido al taller de Rubens alrededor de 1617 o 1618, y se había establecido como primer grabador de Rubens.
Vorsterman rompió su relación con Rubens y en 1624 marchó a Inglaterra, tras lo que Pontius le reemplazó como colaborador de Rubens en la producción de grabados. Pontius se ganó la confianza de Rubens y se alojó en su casa durante cinco años, quedando al cargo de ella cuando el maestro se iba de viaje. El ingreso de Pontius en el gremio local de pintores se sitúa en torno a 1626-1627.
Pontius fue el colaborador predilecto de Rubens y Van Dyck en el campo del grabado, y cuando éstos fallecieron reprodujo obras de otros maestros contemporáneos y anteriores como Abraham van Diepenbeeck, Jacob Jordaens, Gaspar de Crayer y Tiziano.

### Obras relevantes

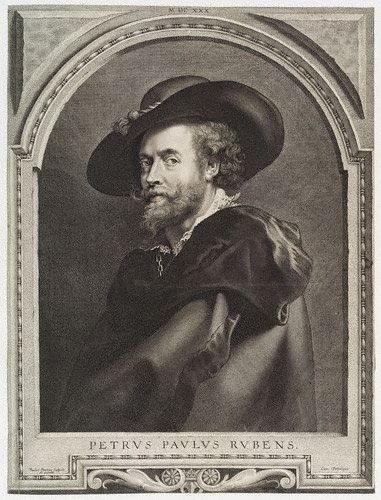
Rubens, en un grabado de Pontius.

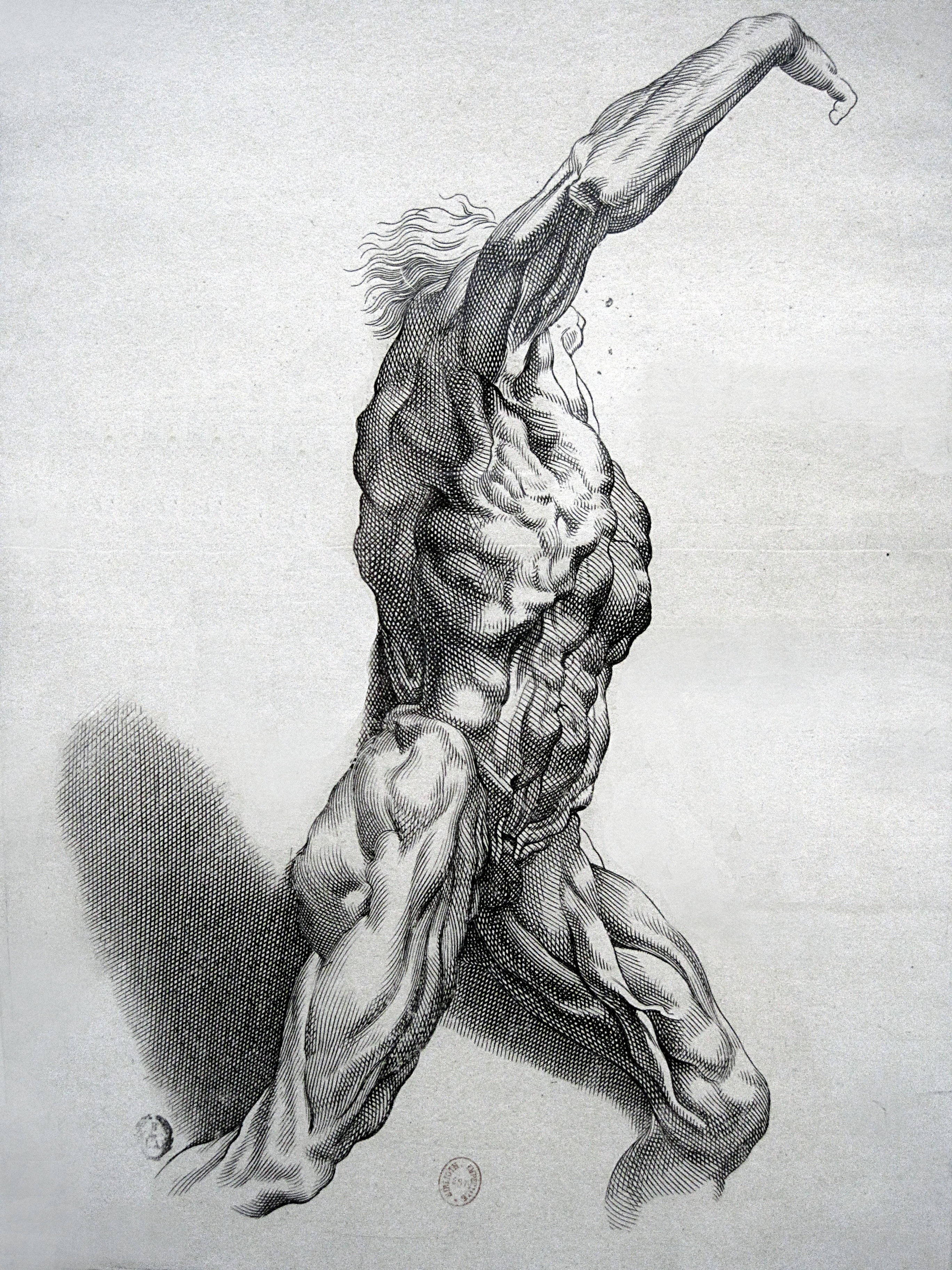
«Ecorché» (cuerpo desollado) grabado por Paulus Pontius según un diseño de Peter Paul Rubens.

Entre sus muchos trabajos en colaboración con Rubens destaca una soberbia plancha de El conde-duque de Olivares, de 62 cm de altura. Basada en una efigie remitida por Velázquez, Rubens rodeó ésta con una recargada orla o exorno, con elementos heráldicos. En esos años el nombre de Velázquez apenas era conocido fuera de España, y este grabado es seguramente el primero producido en toda Europa según un diseño suyo. El modelo pintado por Rubens para la orla se conserva en los Museos Reales de Bruselas. Olivares vio el grabado y escribió a Rubens, en agosto de 1626, expresando su satisfacción. 
Otras planchas según diseños de Rubens son: El Cardenal Infante a caballo (copiando el gran cuadro ahora en el Museo del Prado), Isabel Clara Eugenia vestida de monja clarisa (copiando un cuadro del que existen versiones en el Palacio Pitti de Florencia y el Museo Norton Simon de Pasadena), un Cristo crucificado (1631) de casi 60 cm de alto y una Caída camino del Calvario (1632), de formato similar, que copia una pintura abocetada (Universidad de California, Berkeley Art Museum). 

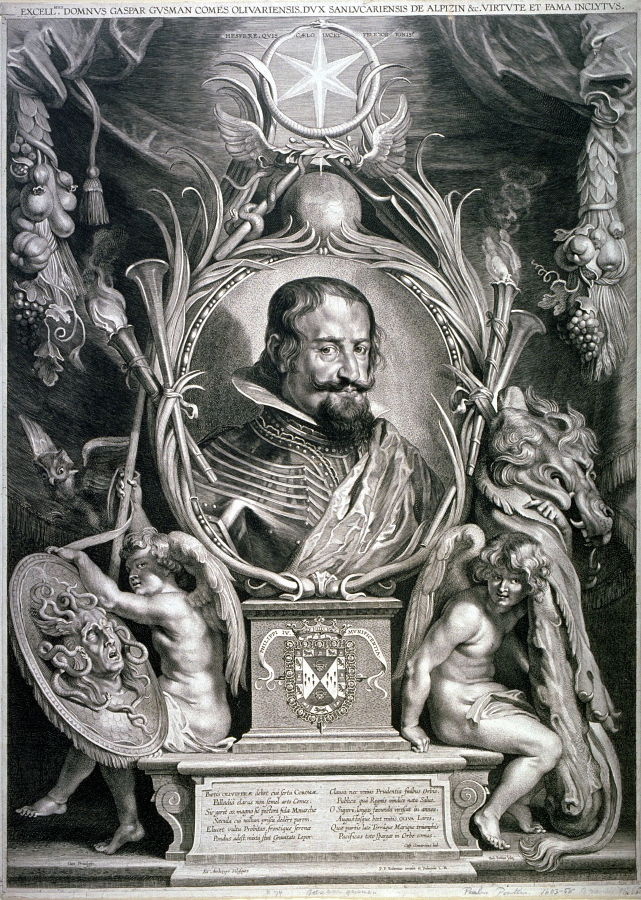
El conde-duque de Olivares, en un grabado de Pontius según diseño de Rubens y Velázquez (ejemplar perteneciente a los Fine Art Museums de San Francisco, EEUU).

La relación entre Pontius y Antón van Dyck fue tan fructífera como con Rubens: Pontius intervino en la célebre Iconografía, proyecto destinado a perpetuar a los artistas, mecenas y demás personalidades destacadas de la época. Esta serie de más de cien imágenes fue iniciada por Van Dyck, acaso con apoyo de Rubens, hacia 1626, pero no se completó hasta después de su muerte en 1641. Pontius tuvo una gran participación en ella, aportando más de una decena de planchas, entre ellas la de El marqués de Leganés (1631), El pintor enano Palamedesz y la efigie del mismo Rubens con la mano en el pecho.
Pontius reprodujo otras composiciones más complejas de Van Dyck, como la Piedad, cuyo original se conserva en el Museo Real de Bellas Artes de Amberes (c. 1629) y del cual existe una réplica reducida en el Museo del Prado de Madrid. Por ciertos detalles peculiares de su grabado, parece seguro que Pontius se basó en la réplica ahora en Madrid y no en la versión grande de Amberes.